# Élections municipales de 2013 à Saint-Jean-sur-Richelieu
Les élections municipales de 2013 à Saint-Jean-sur-Richelieu se sont déroulées le 3 novembre 2013.  

## Résultats[1]

### Mairie
- Maire sortant : Gilles Dolbec

| Parti                             | Parti                             | Candidats                         | Voix   | %     |
| --------------------------------- | --------------------------------- | --------------------------------- | ------ | ----- |
|                                   | Parti Fecteau                     | Michel Fecteau                    | 7 693  | 21,85 |
|                                   | Avec Bachand                      | Claude Bachand                    | 7 104  | 20,18 |
|                                   | Équipe Alain Laplante             | Alain Laplante                    | 6 817  | 19,36 |
|                                   | Vision Legrand                    | Stéphane Legrand                  | 6 445  | 18,31 |
|                                   | Action civique                    | Jean Lamoureux                    | 2 879  | 8,18  |
|                                   | Équipe Paradis                    | Alain Paradis                     | 1 945  | 5,52  |
|                                   | Indépendant                       | Khaled Kalille                    | 1 789  | 5,08  |
|                                   | Indépendant                       | Michel Gauthier                   | 449    | 1,28  |
|                                   | Indépendant                       | Paul Turcotte                     | 86     | 0,24  |
|                                   |                                   |                                   |        |       |
| Votes valides                     | Votes valides                     | Votes valides                     | 35 207 | 98,44 |
| Bulletins rejetés                 | Bulletins rejetés                 | Bulletins rejetés                 | 558    | 1,56  |
| Total                             | Total                             | Total                             | 35 765 | 100   |
| Abstention                        | Abstention                        | Abstention                        | 36 348 | 50,40 |
| Nombre d'inscrits / participation | Nombre d'inscrits / participation | Nombre d'inscrits / participation | 72 113 | 49,60 |

### Districts électoraux

#### Résumé
| Parti                             | Parti                             | Candidats                         | Voix   | %     | Sièges |
| --------------------------------- | --------------------------------- | --------------------------------- | ------ | ----- | ------ |
|                                   | Parti Fecteau                     | 12                                | 9 092  | 25,86 | 5      |
|                                   | Vision Legrand                    | 12                                | 8 485  | 24,14 | 5      |
|                                   | Équipe Alain Laplante             | 12                                | 6 535  | 18,59 | 1      |
|                                   | Avec Bachand                      | 12                                | 5 105  | 14,52 | 0      |
|                                   | Action civique                    | 10                                | 2 774  | 7,89  | 0      |
|                                   | Équipe Paradis                    | 12                                | 2 218  | 6,31  | 0      |
|                                   | Indépendant                       | 2                                 | 945    | 2,69  | 1      |
|                                   |                                   |                                   |        |       |        |
| Votes valides                     | Votes valides                     | Votes valides                     | 35 154 | 98,29 |        |
| Bulletins rejetés                 | Bulletins rejetés                 | Bulletins rejetés                 | 611    | 1,71  |        |
| Total                             | Total                             | Total                             | 35 765 | 100   | 12     |
| Abstention                        | Abstention                        | Abstention                        | 36 348 | 50,40 |        |
| Nombre d'inscrits / participation | Nombre d'inscrits / participation | Nombre d'inscrits / participation | 72 113 | 49,60 |        |

#### Résultats individuels
| Candidat | Candidat                 | Parti                 | Voix  | %     |
| -------- | ------------------------ | --------------------- | ----- | ----- |
|          | Mélanie Dufresne         | Parti Fecteau         | 790   | 35,94 |
|          | Stéphanie Jetté          | Avec Bachand          | 449   | 20,43 |
|          | Jean-François Pomerleau  | Équipe Alain Laplante | 301   | 13,69 |
|          | Sylvain Dextraze         | Action civique        | 246   | 11,19 |
|          | Louise Brodeur           | Vision Legrand        | 224   | 10,19 |
|          | Louise McCaffrey         | Indépendant           | 103   | 4,69  |
|          | Marie-Pascale Roquebrune | Équipe Paradis        | 85    | 3,87  |
| Total    | Total                    | Total                 | 2 198 | 100%  |

| Candidat | Candidat                  | Parti                 | Voix  | %     |
| -------- | ------------------------- | --------------------- | ----- | ----- |
|          | Justin Bessette (Sortant) | Parti Fecteau         | 2 265 | 67,75 |
|          | Lise Soutière             | Vision Legrand        | 305   | 9,12  |
|          | Micheline Lajoie          | Équipe Alain Laplante | 299   | 8,94  |
|          | Richard Gosselin          | Avec Bachand          | 279   | 8,35  |
|          | Bertrand Roy              | Action civique        | 105   | 3,14  |
|          | Nadine Laz                | Équipe Paradis        | 90    | 2,69  |
| Total    | Total                     | Total                 | 3 343 | 100%  |

| Candidat | Candidat                | Parti                 | Voix  | %     |
| -------- | ----------------------- | --------------------- | ----- | ----- |
|          | Hugues Larivière        | Parti Fecteau         | 699   | 24,08 |
|          | Michel Gendron          | Avec Bachand          | 603   | 20,77 |
|          | Gaétan Gagnon (Sortant) | Action civique        | 575   | 19,81 |
|          | Guy Grenier             | Équipe Alain Laplante | 526   | 18,12 |
|          | Constance Beaulieu      | Vision Legrand        | 296   | 10,20 |
|          | Line Guertin            | Équipe Paradis        | 204   | 7,03  |
| Total    | Total                   | Total                 | 2 903 | 100%  |

| Candidat | Candidat                | Parti                 | Voix  | %     |
| -------- | ----------------------- | --------------------- | ----- | ----- |
|          | Jean Fontaine (Sortant) | Vision Legrand        | 1 239 | 40,46 |
|          | Éric Belgarde           | Parti Fecteau         | 659   | 21,52 |
|          | Isabelle Prud'Homme     | Équipe Alain Laplante | 606   | 19,79 |
|          | Steve Vincent           | Avec Bachand          | 295   | 9,63  |
|          | Mylène Archambault      | Équipe Paradis        | 136   | 4,44  |
|          | Patrick Beausoleil      | Action civique        | 127   | 4,15  |
| Total    | Total                   | Total                 | 3 062 | 100%  |

| Candidat | Candidat         | Parti                 | Voix  | %     |
| -------- | ---------------- | --------------------- | ----- | ----- |
|          | François Auger   | Vision Legrand        | 835   | 33,25 |
|          | Francis Frappier | Parti Fecteau         | 501   | 19,95 |
|          | Jean-Luc Pennet  | Équipe Alain Laplante | 388   | 15,45 |
|          | James A. Falls   | Action civique        | 366   | 14,58 |
|          | Félix Lemaire    | Avec Bachand          | 279   | 11,11 |
|          | Jacques Ouellet  | Équipe Paradis        | 142   | 5,66  |
| Total    | Total            | Total                 | 2 511 | 100%  |

| Candidat | Candidat              | Parti                 | Voix  | %     |
| -------- | --------------------- | --------------------- | ----- | ----- |
|          | Patricia Poissant     | Parti Fecteau         | 937   | 32,11 |
|          | Josée Goudreau        | Équipe Alain Laplante | 777   | 26,63 |
|          | Pierre Boudreau       | Vision Legrand        | 586   | 20,08 |
|          | Daniel Belle          | Avec Bachand          | 347   | 11,89 |
|          | Nicole I.M. Thibodeau | Action civique        | 190   | 6,51  |
|          | Mario Wilson          | Équipe Paradis        | 81    | 2,78  |
| Total    | Total                 | Total                 | 2 918 | 100%  |

| Candidat | Candidat                      | Parti                 | Voix  | %     |
| -------- | ----------------------------- | --------------------- | ----- | ----- |
|          | Christiane Marcoux (Sortante) | Vision Legrand        | 1 088 | 39,72 |
|          | Julie Messier                 | Équipe Alain Laplante | 571   | 20,85 |
|          | Jacques Plante                | Parti Fecteau         | 377   | 13,76 |
|          | Johanne Belle                 | Avec Bachand          | 353   | 12,89 |
|          | Raymond Bouchard              | Équipe Paradis        | 193   | 7,05  |
|          | David Couture                 | Action civique        | 157   | 5,73  |
| Total    | Total                         | Total                 | 2 739 | 100%  |

| Candidat | Candidat               | Parti                 | Voix  | %     |
| -------- | ---------------------- | --------------------- | ----- | ----- |
|          | Marco Savard (Sortant) | Vision Legrand        | 970   | 19,43 |
|          | René Michaud           | Équipe Alain Laplante | 565   | 17,14 |
|          | François Blais         | Équipe Paradis        | 519   | 15,75 |
|          | Karole Lamer           | Action civique        | 456   | 13,83 |
|          | Stéphane Samson        | Parti Fecteau         | 448   | 13,59 |
|          | André Lefort           | Avec Bachand          | 338   | 10,25 |
| Total    | Total                  | Total                 | 3 296 | 100%  |

| Candidat | Candidat                 | Parti                 | Voix  | %     |
| -------- | ------------------------ | --------------------- | ----- | ----- |
|          | Yvan Berthelot (Sortant) | Indépendant           | 842   | 31,13 |
|          | Jacinthe Lachance Fiola  | Avec Bachand          | 467   | 17,26 |
|          | Denis Hurtubise          | Équipe Alain Laplante | 466   | 17,23 |
|          | Isabelle Brulotte        | Parti Fecteau         | 412   | 15,23 |
|          | Marilyn Plouffe          | Vision Legrand        | 338   | 12,50 |
|          | Christine Bourassa       | Équipe Paradis        | 180   | 6,65  |
| Total    | Total                    | Total                 | 2 705 | 100%  |

| Candidat | Candidat        | Parti                 | Voix  | %     |
| -------- | --------------- | --------------------- | ----- | ----- |
|          | Ian Langlois    | Équipe Alain Laplante | 799   | 23,21 |
|          | Gérard Borel    | Parti Fecteau         | 685   | 19,90 |
|          | Rénald Rousseau | Vision Legrand        | 684   | 19,87 |
|          | Yvon Godin      | Avec Bachand          | 622   | 18,07 |
|          | Josée Coulombe  | Équipe Paradis        | 341   | 9,90  |
|          | Anthony Roy     | Action civique        | 312   | 9,06  |
| Total    | Total           | Total                 | 3 443 | 100%  |

| Candidat | Candidat           | Parti                 | Voix  | %     |
| -------- | ------------------ | --------------------- | ----- | ----- |
|          | Claire Charbonneau | Parti Fecteau         | 805   | 31,30 |
|          | Nicolas Paquin     | Vision Legrand        | 574   | 22,32 |
|          | Lyse Girard        | Avec Bachand          | 565   | 21,97 |
|          | Martine Choinière  | Équipe Alain Laplante | 559   | 21,73 |
|          | Luc Sanfaçon       | Équipe Paradis        | 69    | 2,68  |
| Total    | Total              | Total                 | 2 572 | 100%  |

| Candidat | Candidat                | Parti                 | Voix  | %     |
| -------- | ----------------------- | --------------------- | ----- | ----- |
|          | Robert Cantin (Sortant) | Vision Legrand        | 1 346 | 38,86 |
|          | Valérie Vivier          | Équipe Alain Laplante | 678   | 19,57 |
|          | Stéphane Laroche        | Parti Fecteau         | 514   | 14,84 |
|          | Jean-François Guay      | Avec Bachand          | 508   | 14,67 |
|          | Micheline Deschamps     | Action civique        | 240   | 6,93  |
|          | Frédéric Harwood        | Équipe Paradis        | 178   | 5,14  |
| Total    | Total                   | Total                 | 3 464 | 100%  |